# Общество содействия прогрессу иудаизма
Общество содействия прогрессу иудаизма (англ. Society for the Advancement of Judaism, SAJ) — реконструктивистская синагога и еврейская организация в Нью-Йорке, в районе Верхний Вест-Сайд на Манхэттене. Синагога была основана в 1922 году Мордехаем М. Капланом, раввином, основателем реконструктивистского иудаизма, и связана с реконструктивистским движением.
Действующим раввином является Лорен Грабелль Херрманн, сменившая Михаэля Штрассфельда 1 июля 2015 года. 
Моше Натансон, композитор «Хавы Нагилы», был кантором SAJ, пока раввином здесь был Каплан.
Первая американская бат-мицва была проведена в Обществе содействия прогрессу иудаизма в субботу утром 18 марта 1922 года для Джудит Каплан, дочери раввина Мордехая Каплана.